# Гренінген
Гренінген (нім. Gröningen) — місто в Німеччині, розташоване в землі Саксонія-Ангальт. Входить до складу району Берде. Складова частина об'єднання громад Вестліхе-Берде.
Площа — 59,67 км2. Населення становить 3548 ос. (станом на 31 грудня 2021).

## Галерея

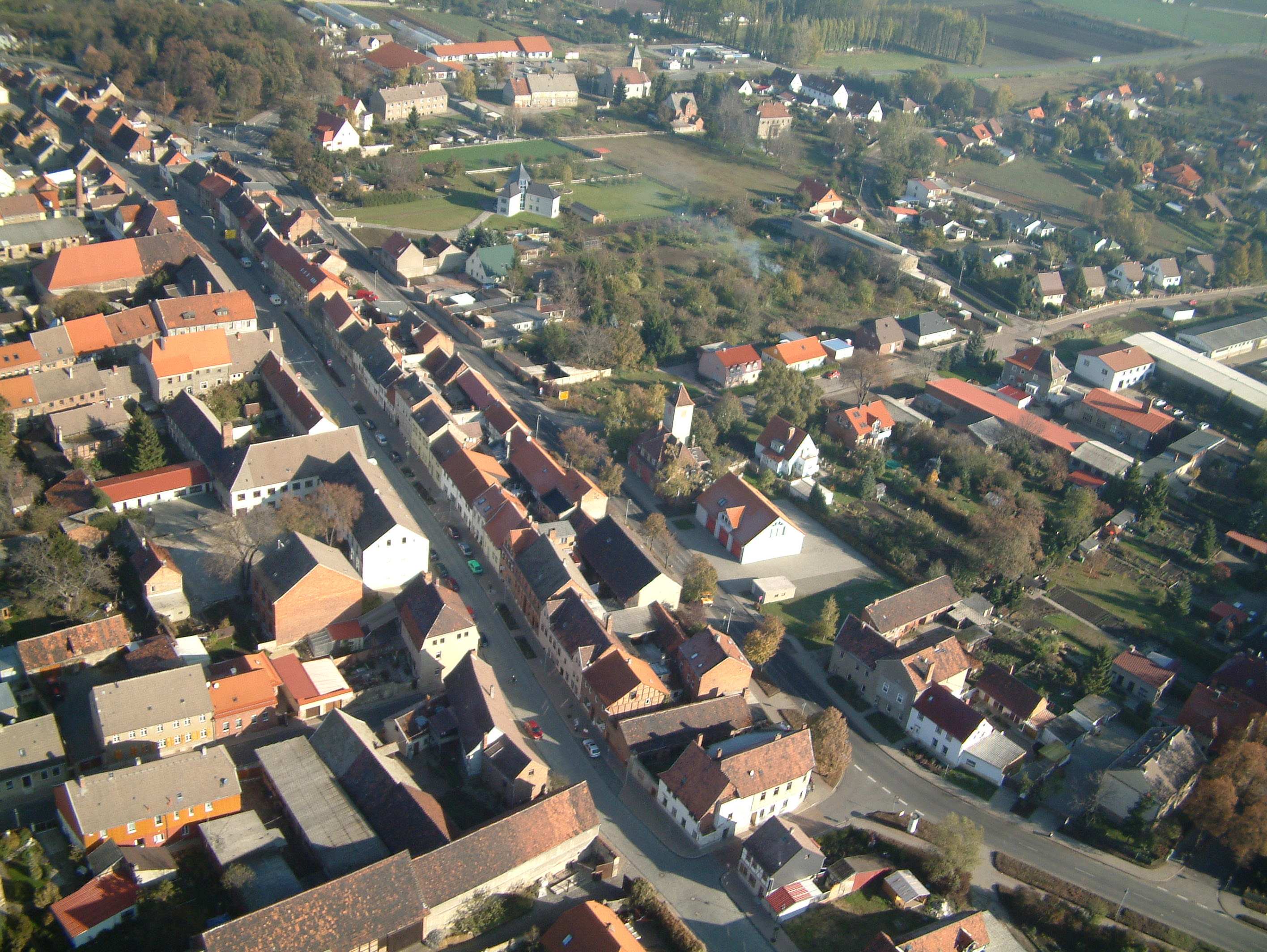
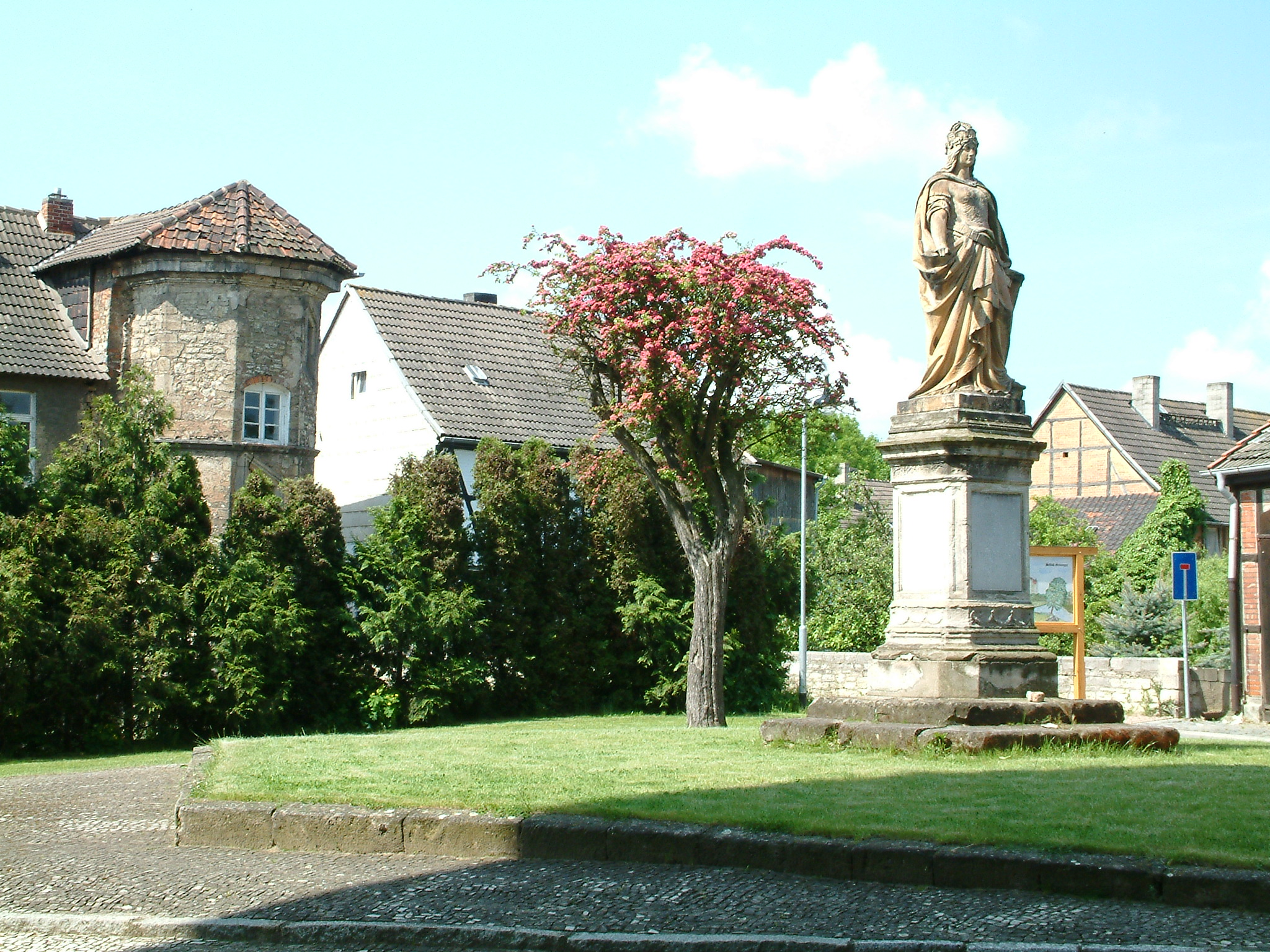
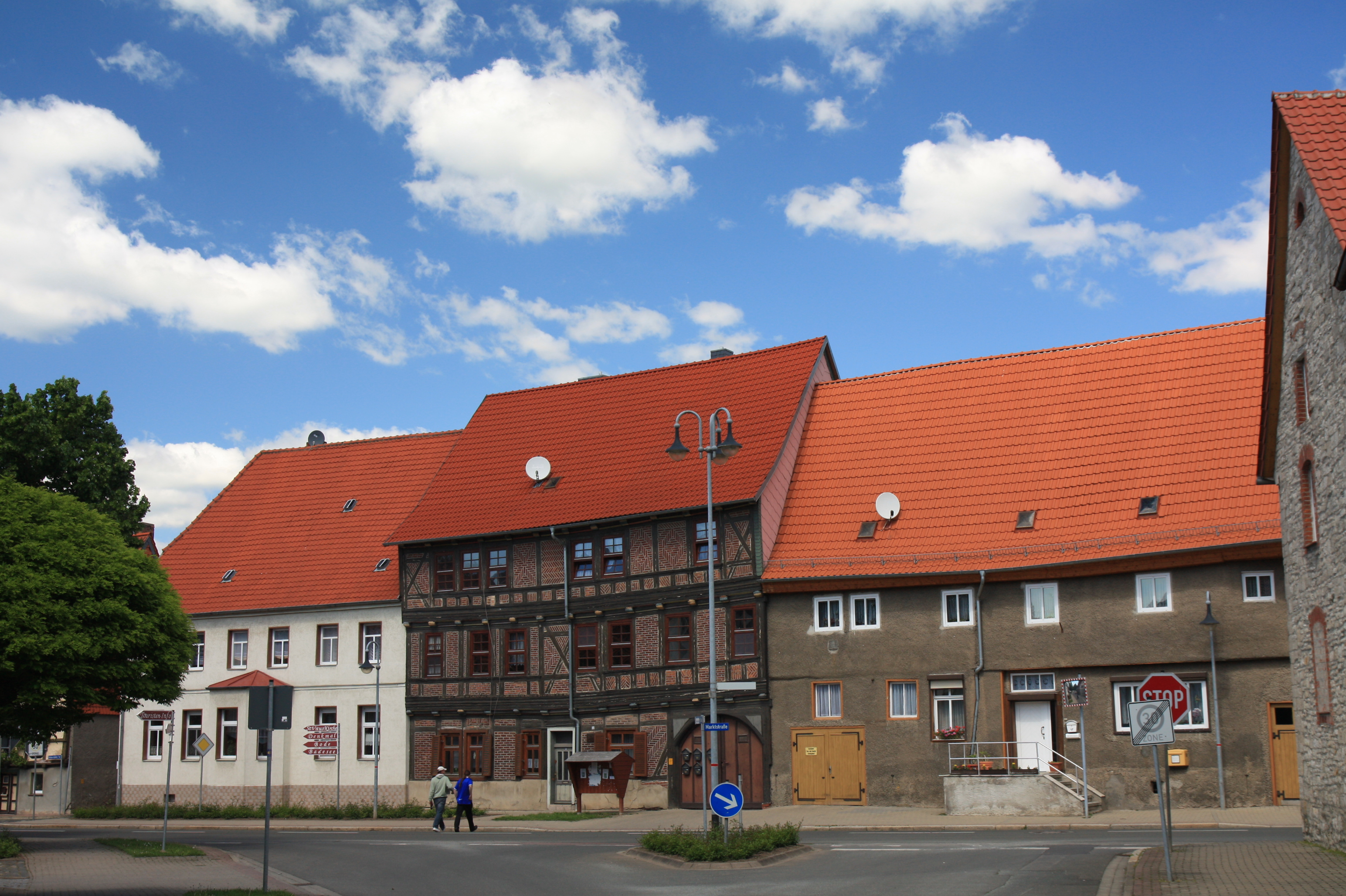
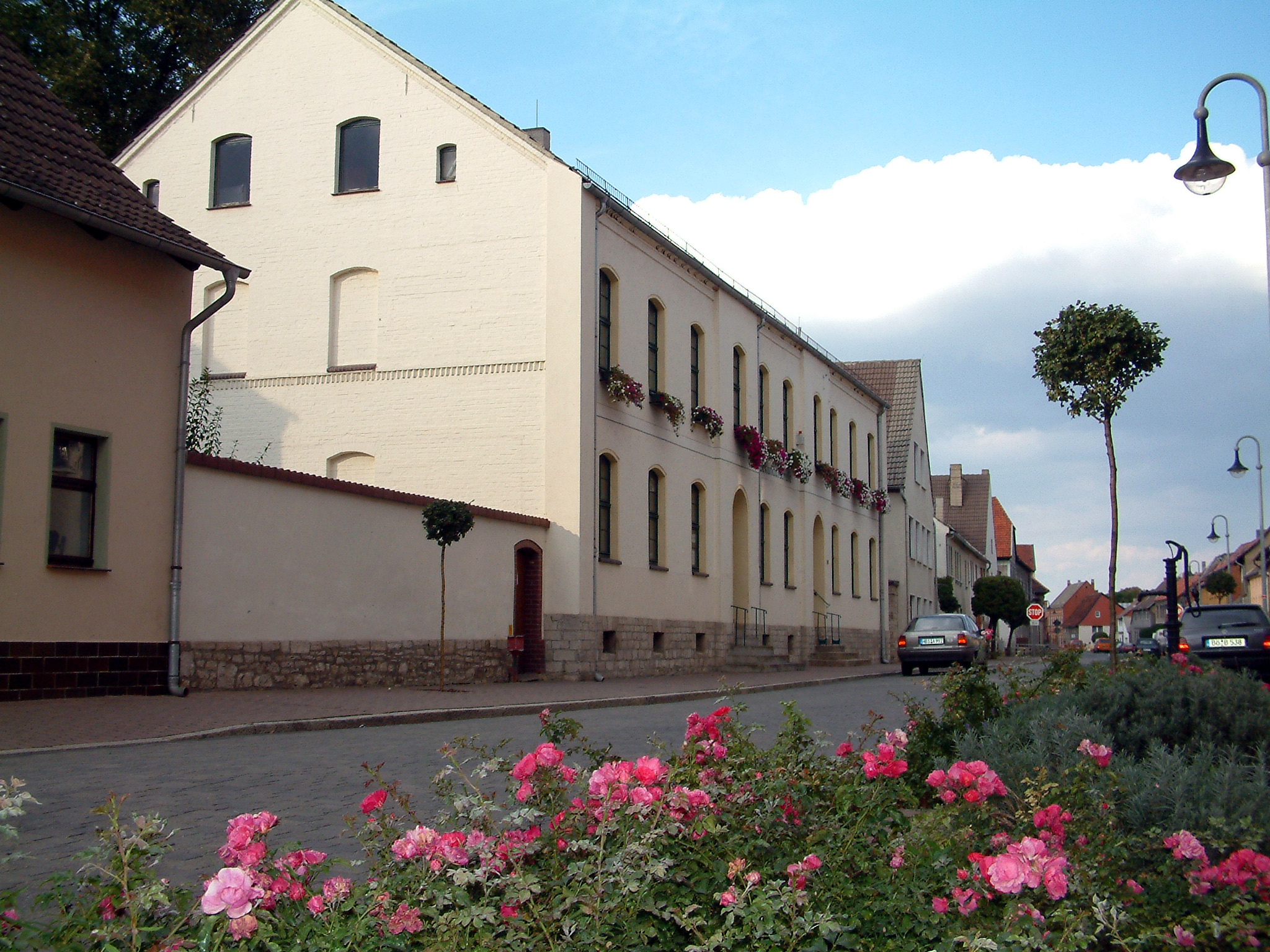
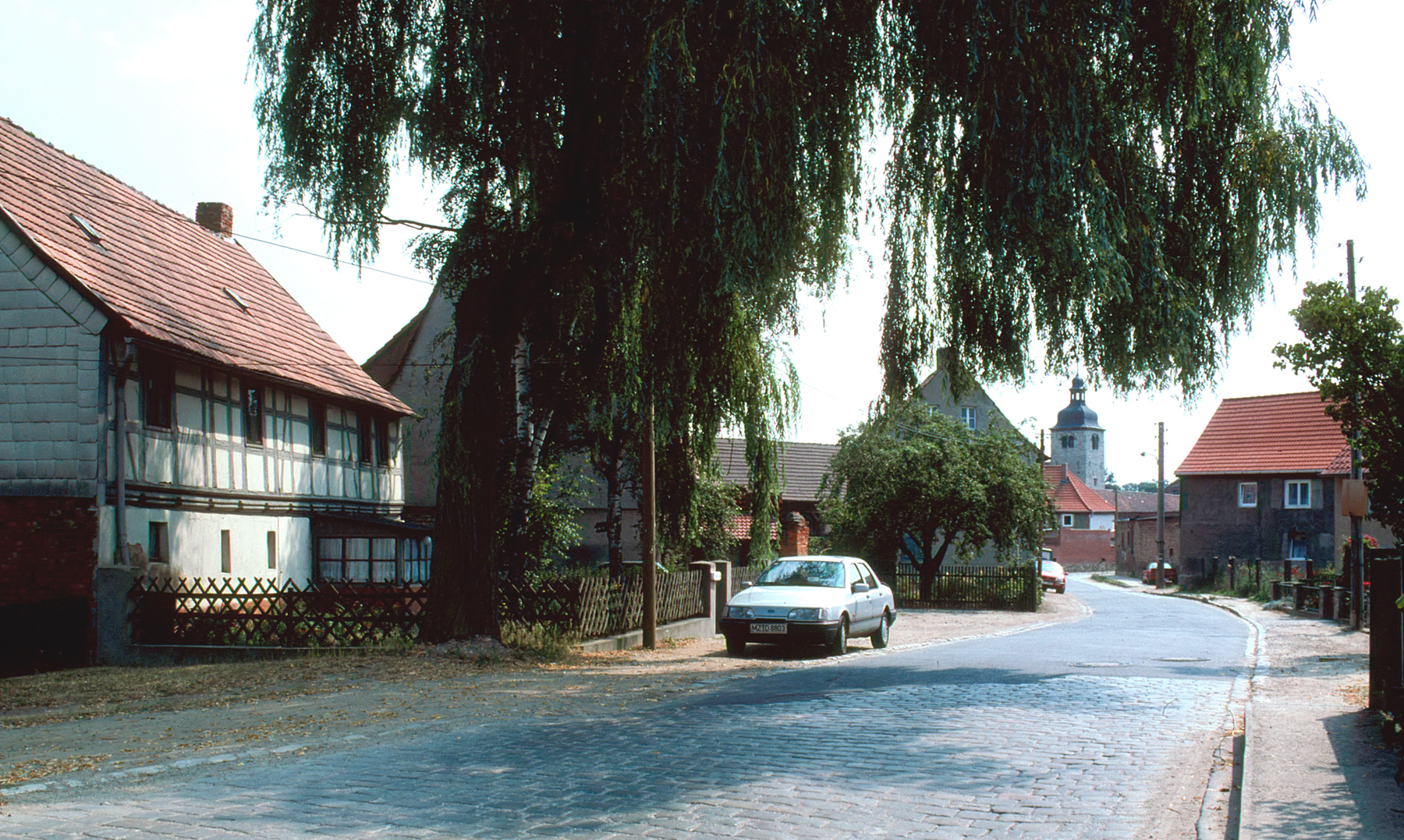
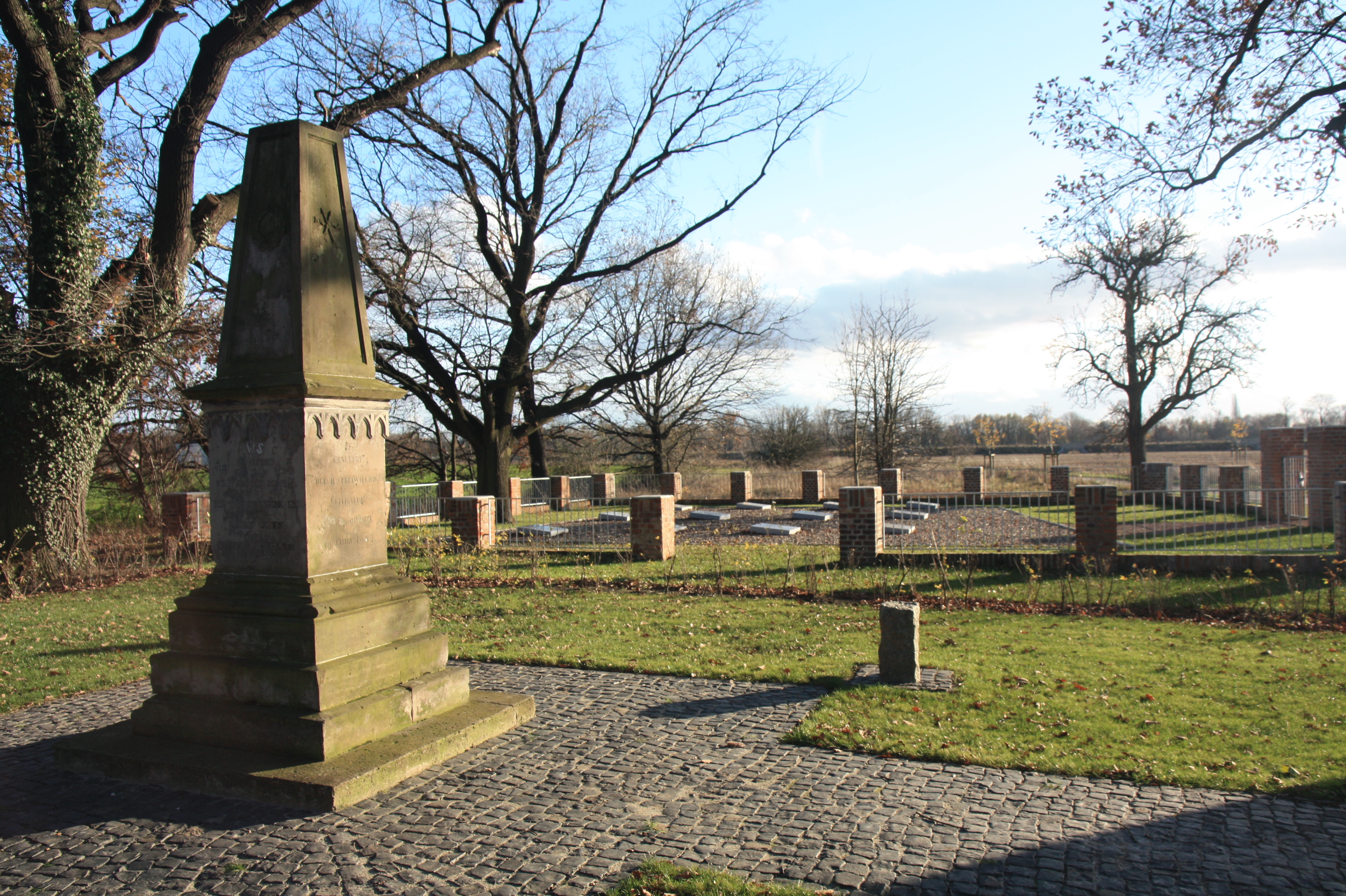